# Vittorio Gigliotti

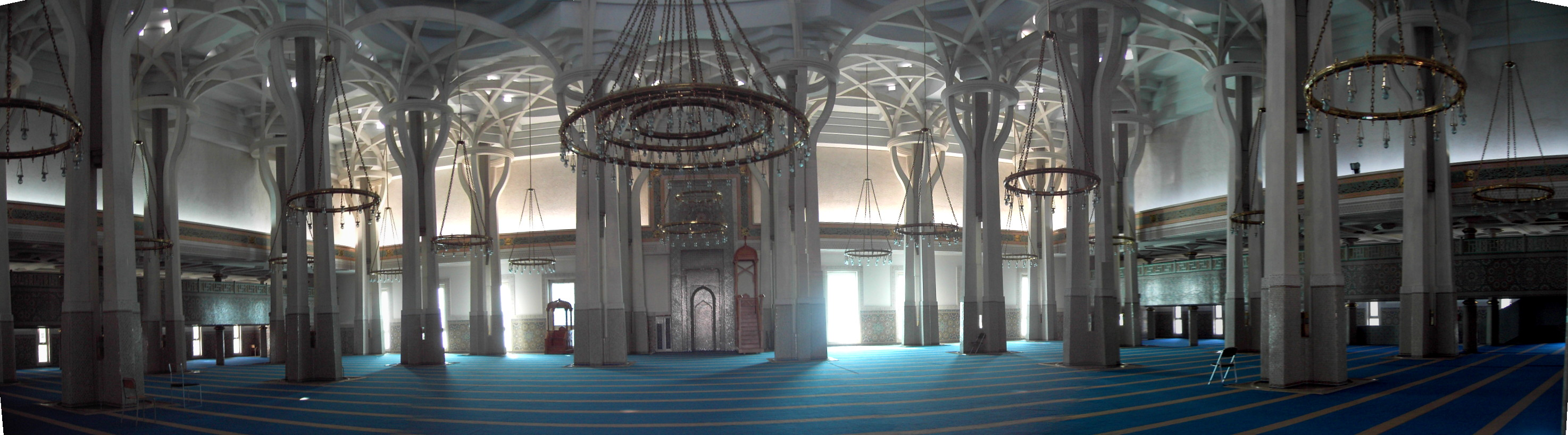
Zentral Moschee, Rom (1974)

Vittorio Gigliotti (* 25. Mai 1921 in Salerno, Italien; † 24. September 2015 in Civitella Alfedena, Italien) war ein italienischer Architekt und Bauingenieur.

## Leben und Werk
Vittorio Gigliotti studierte Architektur und Bauingenieurwesen in Rom. Er eröffnete im Jahr 1964 ein gemeinsames Architekturbüro in Rom, zusammen mit Paolo Portoghesi. Er ist insbesondere bekannt für seine Entwürfe für Kulturbauten, Gewerbe- und Wohngebäude. Zusammen mit seinem Partner Portoghesi galt er als wichtiger Vertreter der Postmodernen Architektur.
Gigliottis und Portoghesis Casa Baldi in Rom von 1969 gilt als ein frühes Beispiel einer postmodernen Architektur. Das Gebäude ist halb barock, halb modern ausgeführt, in Kurven und Materialien. Die Ebenen der Wände sind gebogen, um Fenster und Türen zu bilden. Die Krümmungen sind frei geformt und der Entwurf des Hauses zeigt sich sowohl von Francesco Borromini, als auch von Le Corbusier beeinflusst.
Im Jahr 1972 war er mit einem Modell aus Holz, Plexiglas, Pappe und Stahl und 30 Zeichnungen für die, gemeinsam mit Paolo Portoghesi entwickelte, Planung für die utopische Stadt DIKAIA: Dikaia, die Stadt nach der 3. industriellen Revolution Teilnehmer der Documenta 5 in Kassel in der Abteilung Parallele Bildwelten: Utopie und Planung.

## Bauwerke und Projekte
(Auswahl)
- Appartementhochhaus, 1965 (Projekt, Entwurf), Santa Marinella, Italien
- Oper von Parma, 1965 (Projekt, Entwurf), Parma, Italien
- Quartiere Residenziale I.S.E.S., 1965 (Projekt, Entwurf), Neapel, Italien
- Oper von Cagliari, 1965 (Projekt, Entwurf), Cagliari, Italien
- Casa Andreis, 1964–67, Riete, Italien
- Uffici per la Camera dei Deputati (Palazzo Mentecitorio), 1967 (Projekt, Entwurf), Rom
- Mittelschule in Salerno, 1968, Salerno
- Casa Baldi, 1969, Rom
- Mittelschule in Rom, 1969, Rom
- Grundschule in Asti, 1969, Asti, Italien
- Villa a Poggio Principe, 1969 (Projekt, Entwurf), Santa Marinella, Italien
- Santa Maria Mater Ecclesiae, 1969 (Projekt, Entwurf), Salerno
- Quartiere Residenziale I.S.E.S., 1969 (Projekt, Entwurf), Salerno
- Utopischer Stadtentwurf DIKAIA: Dikaia, die Stadt nach der 3. industriellen Revolution, 1969 (Projekt)
- Casa Papanice, 1969–70, Rom
- Casa Tersigni, 1970 (Projekt, Entwurf), Ariccia, Italien
- Kaufhaus in Casal Palocco, 1970 (Projekt, Entwurf), Rom
- Satellitenstadt in Kuwait, 1970 (Projekt, Entwurf)
- Kulturzentrum mit Bibliothek, 1970 (Projekt, Entwurf), Sulmona, Italien
- Überdachtes Schwimmbad, 1971, Marbella, Spanien
- Grund- und Mittelschule in Rom, 1971 (Projekt, Entwurf), Rom
- Wohnzeile Case a schiera a Poggio Principe, 1971 (Projekt, Entwurf), Santa Marinella, Italien
- Casa Bevilacqua, 1964–72, Gaeta, Italien
- Grundschule in Rom, 1972 (Projekt, Entwurf), Rom
- Chiesa della Sacra Famiglia (Kirche der Heiligen Familie) 1969–73, Salerno, Italien
- Offiziersklub, 1973, Khartum, Sudan
- International Airport Terminal, 1973 (Projekt, Entwurf), Khartum, Sudan
- Royal Court, 1973 (Projekt, Entwurf), Amman, Jordanien
- Islamisches Kulturzentrum, 1975 (Projekt, Entwurf), Rom
- Moschee von Rom, 1977 (Projekt, Entwurf), Rom
- Istituto Tecnico Industriale Statale dell'Aquila, 1968–78, L'Aquila, Italien
- Roma Interrotta, 1978 (Projekt, Entwurf), Rom
- Kulturzentrum Ignazio Silone mit Bibliothek, 1970–82, Avezzano, Italien